# Monarquía absoluta

Monarquía constitucional o parlamentaria.
Monarquía de la Mancomunidad de Naciones (Commonwealth)
Monarquía semi-constitucional
Monarquía absoluta
Entidad monárquica a nivel sub-estatal

La monarquía absoluta o absolutismo es una forma de gobierno en la que el monarca tiene el poder absoluto. En ella no existe la división de poderes (poder ejecutivo, legislativo y judicial). Aunque la administración de la justicia pueda tener una autonomía relativa en relación con el rey, o existan instituciones parlamentarias, el monarca absoluto puede cambiar las decisiones o dictámenes de los tribunales en última instancia o reformar las leyes a su voluntad (La palabra del rey es ley). Nombra y retira a sus ayudantes en el gobierno a su voluntad. La unidad de todos los poderes suele considerarse justificada por estimar que la fuente del poder es Dios y que los monarcas ejercen la soberanía por derecho divino de los reyes. No hay mecanismos por los que el soberano (que no reconoce superiores) responda por sus actos, si no es ante Dios mismo.
La monarquía absoluta se desarrolla históricamente en la Europa Occidental a partir de las monarquías autoritarias que surgen al final de la Edad Media con la crisis de las monarquías feudales y el predominio que adquiere el rey en relación con todos los estamentos.

## Concepto

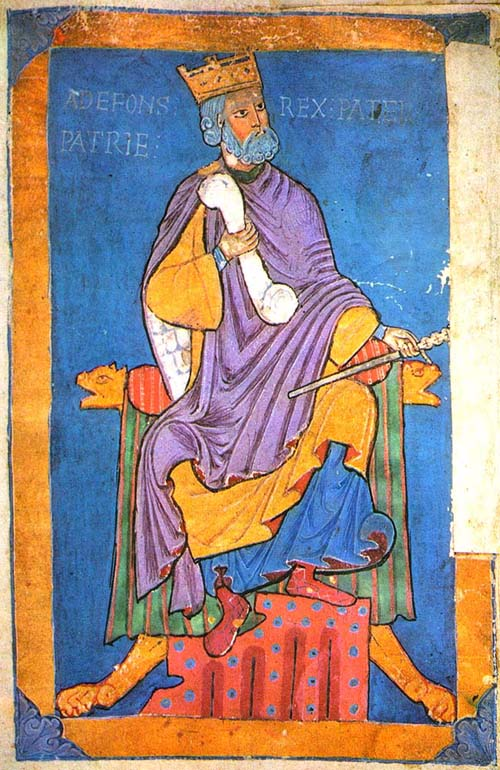
Representación del rey Alfonso VI de León, junto al título REX PATER PATRIAE (rey padre de la patria). Las monarquías feudales europeas fueron el origen de las monarquías absolutas posteriores.

Tal como lo dice su nombre, la monarquía absoluta es un tipo de gobierno o de organización política en la cual la persona que tiene el poder lo concentra todo en su persona, de manera absoluta, negando espacio para otras instituciones independientes o para la división de poderes, características básicas de la democracia. La monarquía absoluta es un modo de asegurar que el poder no se dividirá entre varios estados, esferas o poderes y de ese modo asegurar que la persona a cargo del poder será la única responsable de tomar las decisiones. Si bien siempre han existido diversas formas de este tipo de gobierno incluso hasta la actualidad, el período de mayor desarrollo de esta forma de gobierno en Occidente fue desde la segunda mitad del siglo XVII y todo el siglo XVIII especialmente en Francia con Luis XIV y sus sucesores.

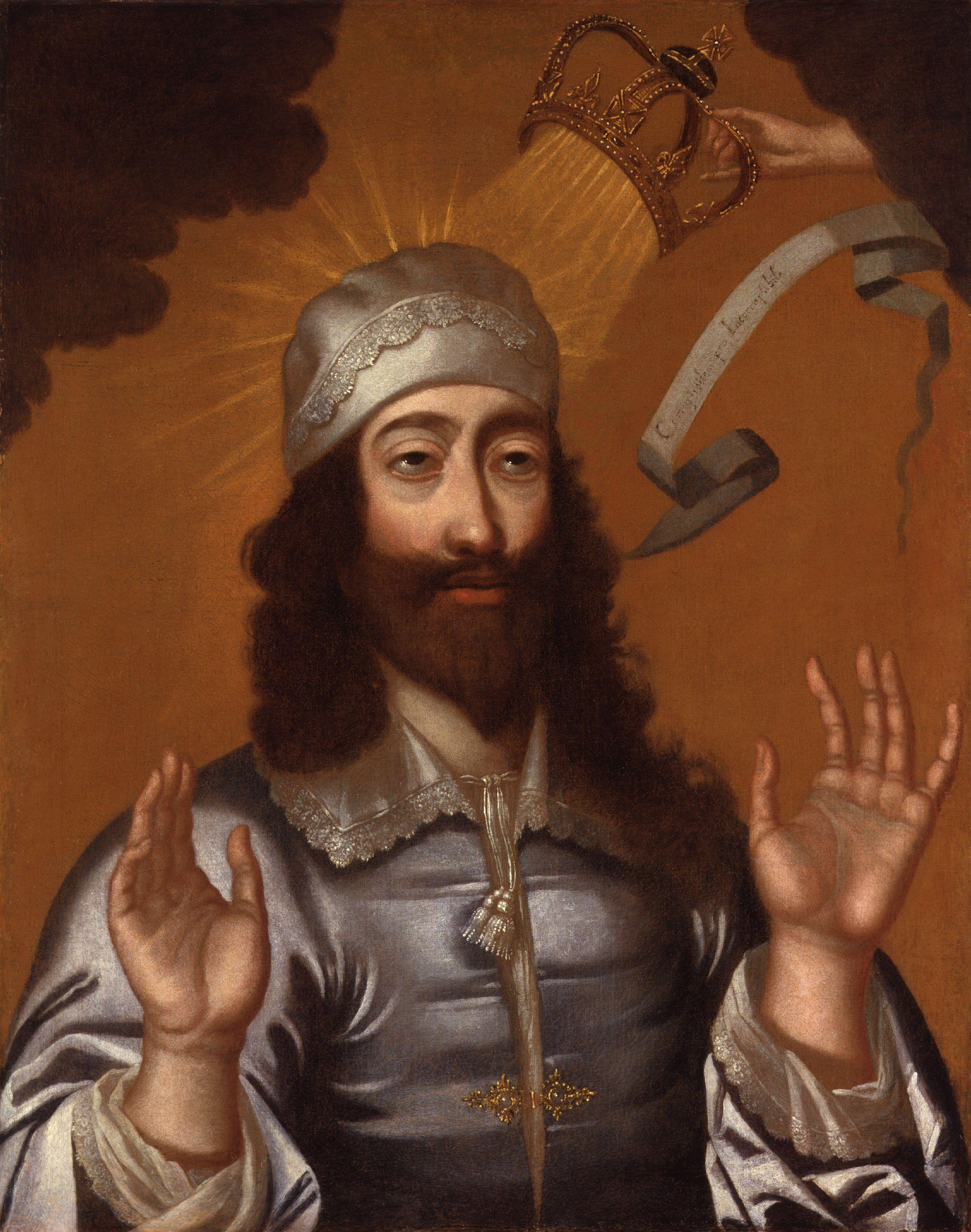
Carlos I de Inglaterra recibiendo la corona de manos de Dios. Uno de los pilares de las monarquías absolutas era la idea del derecho divino de los reyes de gobernar, otorgado directamente por Dios.

La recepción del Derecho Romano en las universidades a partir del siglo XVI al siglo XVIII reforzó la posición de los reyes en cuanto pudieron desprenderse de la prelación teórica de emperador y papa. La teoría de que el rey es emperador en su reino y que, por tanto, tiene todos los poderes que pudieran atribuirse a los emperadores antiguos (el princeps legibus solutus) fue apoyada por los letrados, de origen social bajonobiliario o incluso no privilegiado, que solo podrían aspirar a ascender socialmente sirviendo a los intereses de un rey fuerte.
Las monarquías de Europa Occidental entre finales de la Edad Media y comienzos de la Edad Moderna pueden calificarse de monarquías autoritarias, como la de Luis XI en Francia, Maximiliano I en Austria, los Reyes Católicos en España, Enrique VIII en Inglaterra o María I en Escocia. Valois, Tudor, Habsburgo y Stuart fueron las dinastías que, en un juego de enfrentamientos y alianzas entre ellas, dominaron el panorama internacional; hacia dentro de sus territorios asentaron su poder en un ejército permanente, una burocracia y una Hacienda cada vez más desarrolladas, que les hacían inalcanzables para la nobleza, que empezará a ser atraída a su servicio como nobleza cortesana.
Durante el siglo XVI surgió la teoría de que el soberano solo respondía por sus actos ante Dios y, por consiguiente, era su representante en la tierra. Con ello se pretendía legitimar las decisiones y la posición del rey ante sus súbditos (teoría del Derecho Divino), excepto en España, donde, desde el siglo XVI, la Escuela de Salamanca había desarrollado una teoría opuesta: según Luis de Molina, una nación es análoga a una sociedad mercantil en la que los gobernantes serían los administradores, pero donde el poder reside en el conjunto de los administrados considerados individualmente, lo que no quita que en un par de siglos después se adoptase la idea generalizada.
Con la ilustración surge el concepto del despotismo ilustrado, por el cual la función del monarca era la de traer el progreso y bienestar social y económico a su pueblo por medio de reformas y la asesoría de sus funcionarios, rompiendo con el tradicionalismo de este y entrando en conflicto con los intereses de la nobleza.
Con el advenimiento de las revoluciones francesa y norteamericana, junto con la independencia de Latinoamérica, viene la crisis de las monarquías absolutas como formas de gobierno, lo que llevó a la instalación de monarquías constitucionales o de repúblicas como formas de gobierno.

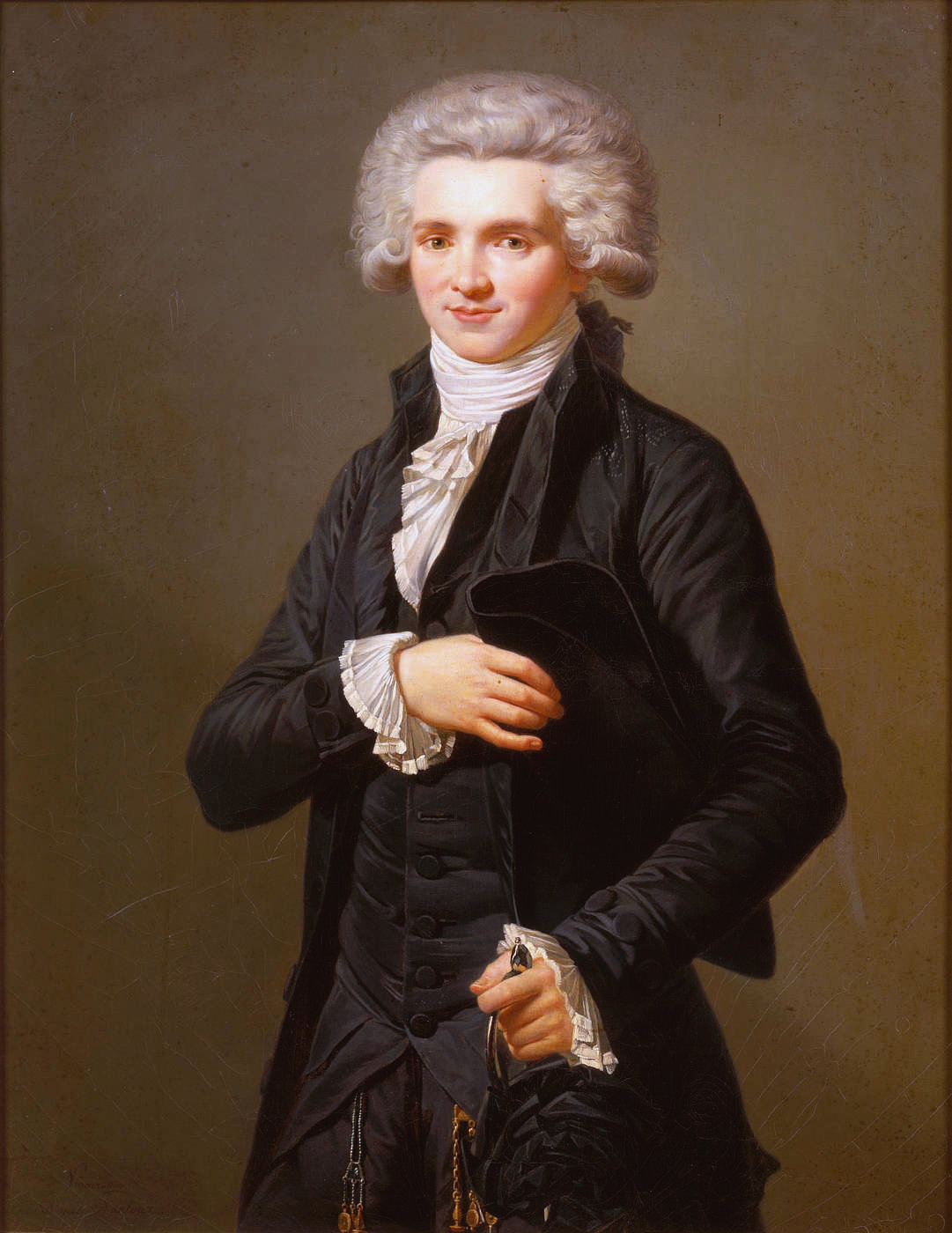
Retrato de Maximilien Robespierre (1785), líder revolucionario durante la Revolución Francesa.

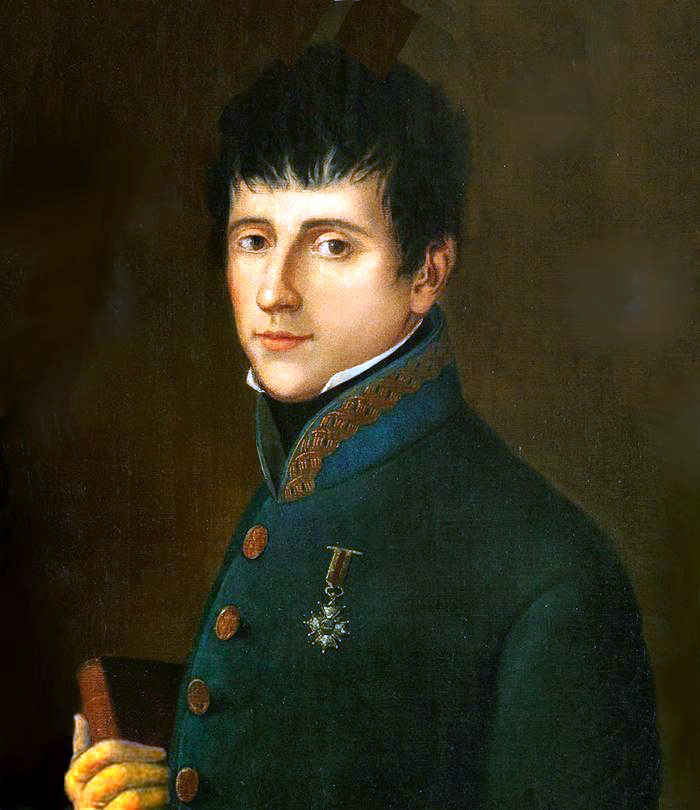
Retrato de Rafael de Riego, político liberal monarquista español, promotor del Trienio Liberal (1820-1823).

Un país absolutista muy conocido fue Francia, que con su rey Luis XIV, el Rey Sol, alcanzó el máximo exponente de esta forma de gobierno. En el Estado galo, el absolutismo se mantuvo de forma continuada durante el reinado de tres reyes (Luis XIV, Luis XV y Luis XVI; 1661 aprox. - 1789).

## Historia
El Reino de Inglaterra era una monarquía absoluta desde su fundación en el año 927 hasta 1215, cuando Juan I de Inglaterra aceptó la carta magna por el acoso de los problemas sociales y las graves dificultades en la política exterior, pasando a ser una monarquía semiconstitucional y constitucional en 1689, con la declaración de los derechos tras la Revolución Gloriosa.
Tras la caída del Shogunato Kamakura en 1333, el Emperador Go-Daigo intentó restablecer el control Imperial en Japón, restaurando un gobierno civil tras un siglo y medio de dictadura. A esto se le llamó Restauración Kenmu. Sin embargo, falló y el Shogunato Ashikaga (1336-1575) lo reemplazó. La Restauración Meiji en 1868 dio lugar a la caída del Shogunato Tokugawa, la creación del Imperio japonés, el inicio de la era Meiji y la vuelta del poder absoluto al Emperador Meiji. Aunque pasó a ser una monarquía constitucional con la constitución en 1889, esta lo nombraba como un monarca «sagrado» y «superior al gobierno».

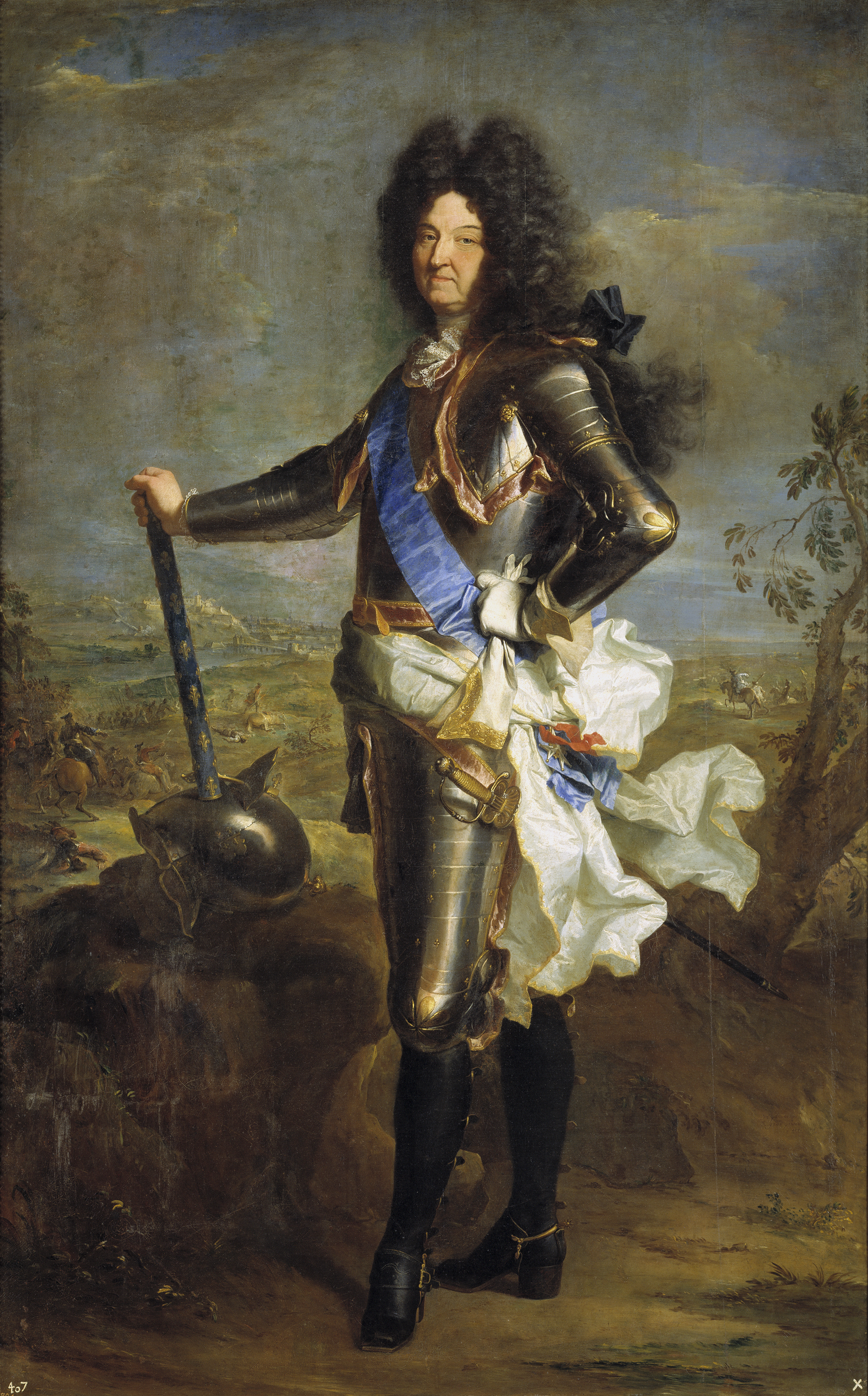
El rey Luis XIV de Francia, considerado uno de los mayores exponentes del absolutismo.

Uno de los ejemplos más claros es el rey francés Luis XIV de Francia que gobernó Francia y Navarra desde 1643 hasta 1715. Su frase «L'État, c'est moi» («El Estado soy yo») que lo dijo el 13 de abril de 1655 cuando tenía dieciséis años de edad, aunque esa frase podría ser un retorcimiento de la cita «El bien del Estado es la Gloria del Rey». Sin embargo antes de morir en 1715 pronunció la frase «Je m'en vais, mais l'État demeurera toujours» («Me marcho, pero el Estado siempre permanecerá»). El monarca de Francia poseía los poderes ejecutivo, legislativo y judicial. El extinto Reino de Dinamarca y Noruega era una monarquía electiva desde sus comienzos en 1524 hasta 1660, cuando el Federico III de Dinamarca declaró un estado de emergencia para presionar al primer estamento que estaba en contra de la propuesta del segundo y tercer estamento de cambiar la monarquía. También se anuló el documento Haandfæstning y en 1665 se escibió una ley que apoyaba el absolutismo llamada Ley Real (Kongeloven), esta le otorgaba al rey poderes ilimitados; en ella se lo consideraba rey como «la cabeza más grande y alta en la Tierra, superior a todas las leyes humanas».

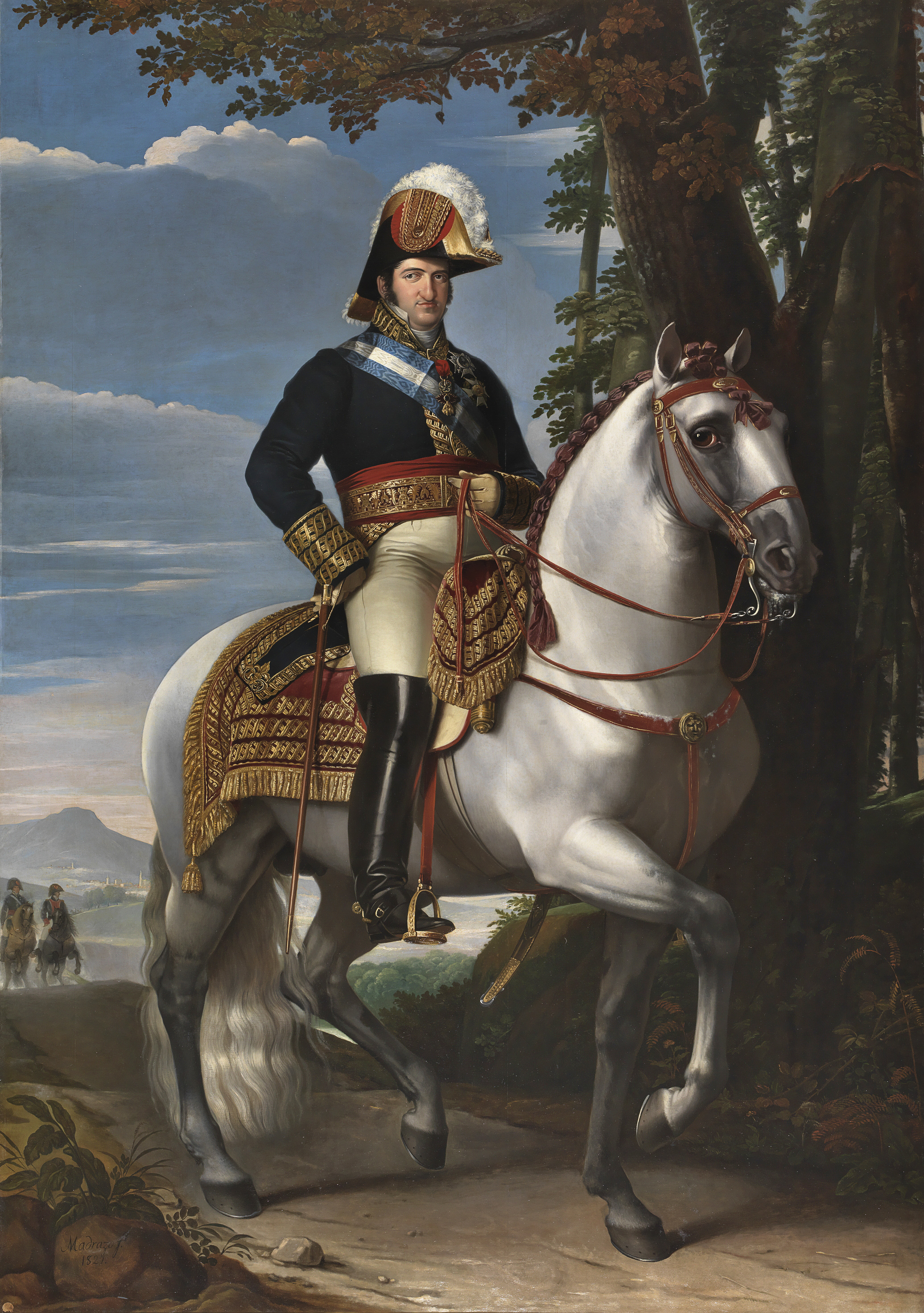
Retrato ecuestre de Fernando VII de España, un monarca que reinstauró el absolutismo tras recuperar el poder al finalizar la Invasión Francesa de España. A comienzos del siglo XIX, algunas ideas liberales procedentes de la Revolución Francesa se aceptaron en determinados círculos políticos españoles, lo que llevó a la celebración de las Cortes de Cádiz y la elaboración de la Constitución Española de 1812. Sin embargo, estas ideas opuestas al absolutismo fueron duramente reprimidas tras el retorno de Fernando VII.

El Imperio Sueco ha sido una monarquía constitucional desde su fundación. Desde 1634, el rey debía tomar consejos del Consejo Privado de Suecia. Durante la Guerra Escanesa, había conflictos internos en el consejo y el rey gobernó más o menos sin escucharlos. En una asamblea de 1680 les preguntó a los estados si seguía en el consejo, a los que estos le respondieron que él «no dependía de nadie sino de sí mismo», lo que dio lugar a la monarquía absoluta. El Riksdag lo ploclamó como el único gobernante del país. Siguió con sus hijos Carlos XII de Suecia y Ulrica Leonor de Suecia, esta última tuvo que abolir en 1718 el absolutismo.

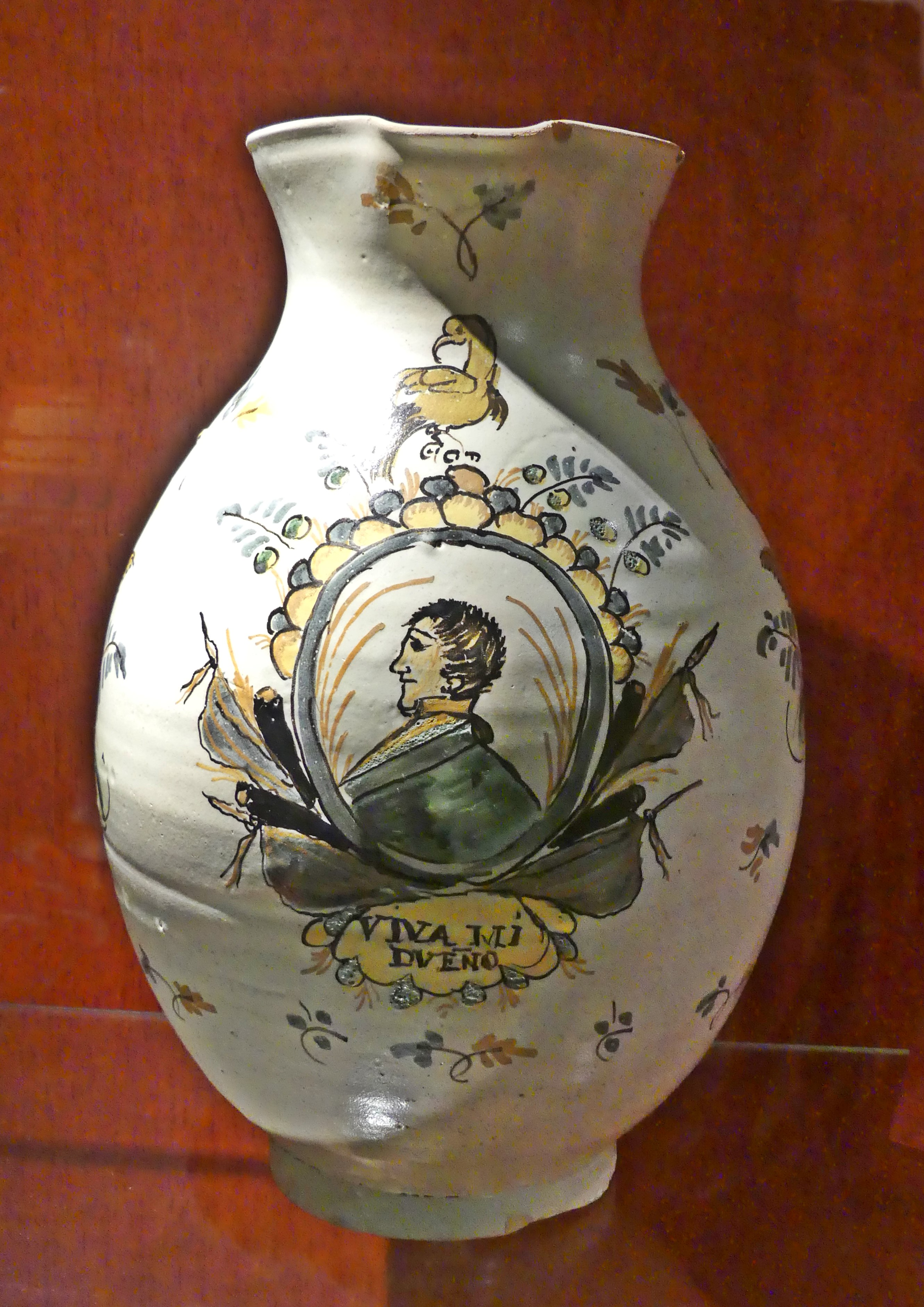
Cerámica española del siglo XIX con la efigie de Fernando VII y la frase Viva mi Dueño. La Invasión Francesa de España (1808-1814) motivó entre la población española cierto rechazo a las ideas liberales nacidas de la Revolución Francesa y la visión de la monarquía absoluta como una garantía de seguridad, paz y religión.

En el Imperio ruso el zar era el rey absoluto hasta 1905 cuando pasó a ser una monarquía constitucional en la revolución de dicho año hasta que en la Revolución de Febrero la posición fue abolida y se declaró un gobierno provisional. Este gobernaba por derecho divino.
Nepal fue una monarquía absoluta hasta 1990 pero debido a protestas, pasó a ser una monarquía constitucional con el rey dando varios de sus poderes al primer ministro Krishna Prasad Bhattarai. La monarquía resultó ser abolida el 28 de mayo de 2008 y se convirtió en república.

## Monarquías absolutas vigentes
| País                | Monarca                   |
| ------------------- | ------------------------- |
| Arabia Saudita      | Salmán bin Abdulaziz      |
| Brunéi              | Hassanal Bolkiah          |
| Catar               | Tamim bin Hamad Al Thani  |
| Ciudad del Vaticano | León XIV                  |
| Omán                | Haitham bin Tariq Al Said |
| Suazilandia         | Mswati III                |

### Arabia Saudita
De acuerdo a la ley básica aprobada por orden real en 1992, el rey debe obedecer el sharia y el Corán. Este último y el Sunnah son la constitución del país, sin ninguna modificación, y es el único estado árabe que no tuvo elecciones nacionales desde su fundación. Los partidos políticos y las elecciones nacionales están prohibidos y de acuerdo al índice de democracia de 2010 publicado en la revista británica The Economist, el gobierno saudí es el régimen más autoritario entre los 167 países clasificados.

### Brunéi
Al igual que Omán, el país es gobernado por un sultán y posee el cargo de primer ministro, Ministro de defensa y ministro de Economía. Posee una constitución escrita en 1959.

### Catar
Catar es una jurisdicción del derecho continental; sin embargo, la Sharia se aplica a aspectos como la familia, las herencias y actos criminales. Legalmente la mujer puede conducir en Catar, y existe algún énfasis en la igualdad y en los derechos humanos traídos por el Comité Nacional de los Derechos Humanos de Catar.
El país está experimentando un periodo de modernización durante el reinado del actual emir Hamad Al-Thani, en el poder desde 1995. Las leyes de Catar permiten el alcohol hasta una cierta cantidad. Sin embargo, los bares públicos y los clubes nocturnos solo operan en los hoteles y clubes caros. Los residentes expatriados en Catar son aptos para recibir "permisos" para alcohol, permitiéndoles así pagar por alcohol para uso personal mediante el "Qatar Distribution Company", el exclusivo importador y vendedor de alcohol en Catar.

### Ciudad del Vaticano
El papa, líder de la Iglesia católica, es, ex officio, jefe de Estado de dicha ciudad, en virtud de lo cual es denominado oficialmente soberano de la Ciudad del Vaticano. El Estado de la Ciudad del Vaticano, en Roma, es la única monarquía absoluta y teocrática de Europa, además de electiva.

### Omán
El sultán es la máxima autoridad del país aunque le ha dado algunos poderes al parlamento. Ocupa de facto los cargos de primer ministro, ministro de Asuntos Exteriores y ministro de defensa. Otra persona posee el título de vice primer ministro del consejo de ministros.

### Suazilandia

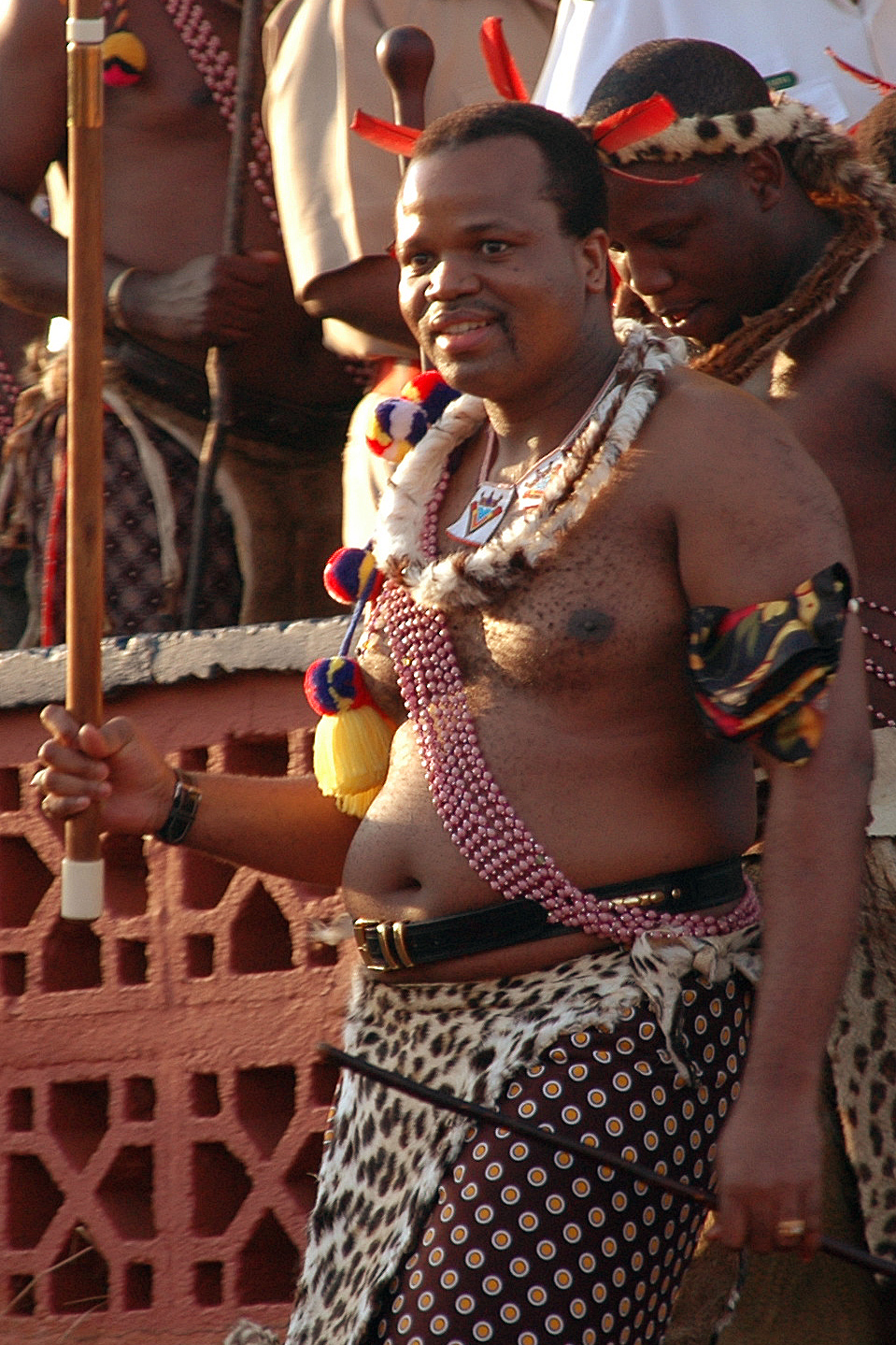
Fotografía de Mswati III de Suazilandia en 2006, el único monarca absoluto de África.

El rey gobierna junto a la líder espiritual del país, Indovuzaki de acuerdo a la constitución de 2005 (haciéndola también una monarquía constitucional). Nombra al primer ministro, puede disolver al parlamento, declarar un referéndum o el estado de emergencia, etc. Es la única monarquía absoluta de África.